# Carrer de Pau Claris
El carrer de Pau Claris és un carrer barceloní de la Dreta de l'Eixample. Té aproximadament 1400 metres de llargada. Està dedicat a Pau Claris i Casademunt, 94è. president de la Generalitat de Catalunya que l'any 1641 proclamà la República Catalana.
Comença a la plaça d'Urquinaona com a continuació de la Via Laietana. Té un traçat recte en direcció nord-oest que travessa tot l'Eixample fins a acabar al carrer de Còrsega.
Durant la dictadura franquista se li retirà el nom d'aquest dirigent republicà català de l'edat moderna i se l'anomenà Via Laietana, igual que el carrer de Ciutat Vella del qual és continuació, a despit de tenir un rol urbanístic i sobretot una història i procés de construcció molt diferents. Testimoni d'això és el fet que encara avui, la numeració de les cases del carrer de Pau Claris depèn de la de la Via Laietana, continuant la seva progressió.
Al carrer de Pau Claris s'hi troben algunes escoles famoses de Barcelona, com ara l'Institut Jaume Balmes, el Col·legi Casp i el Col·legi Lestonnac. També té l'edifici del Casal de Sant Jordi, actual seu del Departament de Justícia de la Generalitat de Catalunya. En una de les seves illes s'hi troba l'eclèctic passatge de Permanyer.